# Contrôle des armes à feu en France
Pour les autres articles nationaux ou selon les autres juridictions, voir Contrôle des armes à feu.
Le contrôle des armes à feu en France, comme dans les autres pays, a été plus ou moins strict selon la période historique.
Sous l'Ancien Régime, la possession, l'achat et la vente d'armes à feu étaient libres[réf. nécessaire]. Dans les décennies avant la Révolution, les carrières militaires se ferment aux bourgeois et deviennent un apanage de la Noblesse. La Révolution française, en supprimant la société d'ordre, bouleverse cet équilibre et les armes deviennent un symbole citoyen et le moyen de préserver la liberté de l’État et de protéger la Révolution[réf. nécessaire].
À la veille de la Seconde Guerre mondiale, le contrôle des armes est considérablement renforcé. Le décret-loi du 18 avril 1939, promulgué dans le but d'éviter une insurrection, prohibe les armes à feu. Le régime de Vichy ira jusqu'à punir de mort la détention d'arme par les juifs indigènes d'Algérie, puis par tous les citoyens.
Assoupli après la guerre, le décret de 1939 ne sera pas abrogé mais explicité, il ne sera quand même plus possible d'acheter des armes (en dehors des armes de chasse) de façon libre. Et en 1995, un décret restreint à nouveau sévèrement ce droit. En 2010, la refonte de la législation concernant les armes a été entamée et a été mise en application en 2013. Elle vise à simplifier la législation et à la mettre en accord avec l'UE.
La France compterait légalement 762 331 armes soumises à autorisation (actuelle catégorie B), et 2 039 726 armes soumises à déclaration. Ces chiffres ne prennent en compte que les armes détenues à titre civil, et non celles détenues par l'État pour sa mission régalienne.
D'après une étude menée par l'Institut de hautes études internationales et du développement de Genève, entre 18 et 20 millions d'armes (toutes catégories confondues, dont les armes à feu) circuleraient en France, soit une pour trois personnes. Selon ce classement, la France arriverait en septième position quant au nombre d'armes par civil, derrière les États-Unis, la Finlande et la Suisse, ce qui en ferait le 2e pays le plus armé de l'UE. Mis en place en septembre 2004, Agrippa (application nationale de gestion du répertoire informatisé des propriétaires et possesseurs d'armes) recensait en septembre 2010 plus de 3 millions d'armes : 2 147 849 armes déclarées (catégorie C) et 1 016 185 armes soumises à autorisation (catégorie B). La Chambre syndicale nationale des armuriers détaillants estime que 10 millions d'armes à feu sont actuellement en circulation dans l'Hexagone. Yves Gollety, président du Syndicat des armuriers, estime que « la France est un des pays européens qui compte le plus de chasseurs. C'est une tradition très populaire, contrairement à d'autres pays comme l'Allemagne, où la chasse reste réservée aux élites. ».
En 2019, la France compte 1 023 000 chasseurs et 200 600 tireurs sportifs.

## Législation actuelle

### Catégories
Depuis le 6 septembre 2013 en France, les armes sont administrativement et législativement classées en quatre catégories, selon l'article L2331-1 du Code de la défense. L'ancienne classification, en huit catégories numérotées et abrogée à cette même date, reste cependant couramment utilisée de manière informelle. Ce classement a été mis à jour le 1er août 2018 :
1. Catégorie A : matériels de guerre et armes interdits à l'acquisition et à la détention pour les civils, sauf dérogation, sous réserve des dispositions des articles L. 312-1 à L. 312-4-3 du Code de la sécurité intérieure. Cette catégorie comprend :
  - A1 : les armes et éléments d'armes à feu ;
  - A2 : les armes relevant des matériels de guerre, les matériels destinés à porter ou à utiliser au combat les armes à feu, les matériels de protection contre les gaz de combat ;
2. Catégorie B : armes soumises à autorisation pour l'acquisition et la détention ;
3. Catégorie C : armes soumises à déclaration pour l'acquisition et la détention ;
4. Catégorie D : armes soumises à enregistrement et armes et matériels dont l'acquisition et la détention sont libres.

| Catégorie | Spécificitées de l'arme |
| --------- | --- |
| A         | - Armes d'épaule < 60 cm (crosse repliée) - Armes automatiques (même converties semi-auto) - Munitions < 20 mm (obus) - Canon lisse avec munitions < 8mm - Armes dissimulées (canes,ceinturon, etc.) - Chargeur armes de poing > 20 coups - Chargeur armes à percussion centrale > 10 coups - Chargeur armes à percussion annulaire > 30 coups (ex : 22 LR) |
| B         | - Armes d'épaule entre 60 et 80 cm (crosse repliée) - Armes d'épaule avec canon < 60 cm - Armes d'épaule à crosses pliables - Carabines semi-auto à chargeur amovible - Arme à répétition manuelle (Levier sous garde, verrou, etc) > 11 coups - Revolver et pistolets - Munitions Spécifiques : 7,62x39 mm M43, 5,45x39 mm M74, 5,56x45 mm OTAN, 12,7x99 mm OTAN (ou .50 BMG), 14,5x114 mm - Fusil à pompe à crosse pliante ou capacité > 5 coups (4 + 1 chambré) |
| C         | - Armes d'épaule > 80 cm (crosse repliée) - Armes d'épaule avec canon > 60 cm - Carabines semi-auto <= 3 coup - Arme à répétition manuelle (Levier sous garde, verrou, etc) < 11 coups - Armes 1 coup par canon (ex : canon basculant) - Fusil à pompe à crosse fixe et capacité <= 5 coups (4 + 1 chambré) - Munition à projectile non métallique (ex : gomme-cogne) - Armes non pyrotechniques > 20 Joules - Armes démilitarisées                                |
| D         | - Systèmes de mise à feu développé avant 1900 - Armes à poudre noire - Armes à blanc, gaz, signalisation, alarme - Toutes Armes entre 2 et 20 joules |

En vue de préserver la sécurité et l'ordre publics, le classement prévu aux 1° à 4° est fondé sur la dangerosité des matériels et des armes. Pour les armes à feu, la dangerosité s'apprécie en particulier en fonction des modalités de répétition du tir ainsi que du nombre de coups tirés sans qu'il soit nécessaire de procéder à un réapprovisionnement de l'arme. Toutefois, les armes utilisant des munitions de certains calibres fixés par décret en Conseil d'État sont classées par la seule référence à ce calibre.[réf. nécessaire]

### Port et transport d'armes
En France, le libre transport des armes et transport des munitions de toutes catégories est formellement interdit par la loi, à l'exception des armes de catégorie A,B,C et D dans le cadre de la pratique exclusive des activités de chasse, tir ou de loisirs dans les conditions strictes du règlement de la sécurité intérieure.
Il y a souvent confusion entre le port et le transport. Le transport d'une arme soumise à l'obtention d'une autorisation de détention préfectorale est autorisé à condition d'avoir un motif légitime (transport conditionné à la détention d'une licence de tir valide ou de permis de chasse qui vaut titre de transport légitime).
Lorsqu'une telle arme est transportée, elle ne doit pas être immédiatement utilisable. Une arme peut être considérée comme portée si elle est accessible et peut fonctionner dans l'immédiat.
Le port d'une arme approvisionnée (de catégorie B) est strictement encadré et nécessite une autorisation préfectorale distincte de la détention.

### Armes soumises à autorisation préfectorale
Jusqu'à la mise en place septembre 2013 de la loi votée en 2011, les armes soumises à autorisation préfectorale sont les armes de catégorie B (armes dites « de guerre » et armes dites « de défense »). Ces armes ne sont accessibles qu'aux pratiquants de tir sportif, sous certaines conditions.
L'acquisition de ces armes nécessite de faire une « demande d'acquisition et de détention d'arme de catégorie » B à la préfecture, au titre de l'article 30 du décret no 2013-700 du 30 juillet 2013, en déposant un dossier auprès de la préfecture ou sous-préfecture dont dépend le demandeur. Pour cela, il faut satisfaire aux conditions suivantes :
- être licencié à la FFTir depuis au moins 6 mois ;
- être âgé de 18 ans, sauf dérogation ;
- avoir procédé à la validation sur son « carnet de tir » des 3 séances annuelles de tir contrôlées, chacune espacée de 2 mois (supprimé depuis ; voir plus bas) ;
- fournir un certificat médical datant de moins de 15 jours (à la date de dépôt du dossier), attestant d'un état physique et mental compatible avec la détention d'une arme à feu ; la licence de la saison en cours tamponnée par le médecin suffit pour les tireurs sportifs
- fournir un extrait d'acte de naissance, avec mentions marginales
- fournir la preuve de la possession d'un coffre-fort (facture) ou attestation sur l'honneur;
- justifier de son adresse de résidence et de son identité ;
- avoir un casier judiciaire vierge (en outre, ne pas avoir commis d'infraction grave au Code la route, ne pas avoir été verbalisé pour alcoolémie) ;
- fournir l'avis favorable de la fédération de tir (présente sous la forme d'une feuille verte) ;
- remplir le formulaire Cerfa no 12644*02[11].

Depuis le 28 avril 2020, le « carnet de tir » est supprimé. Les tireurs déjà en possession d'une arme de catégorie B n'en ont plus besoin et n'ont plus à le présenter en cas de contrôle. Les personnes faisant une première demande d'autorisation de détention doivent suivre 2 séances de formation. Dans tous les cas, il revient au président du club d'attester les compétences du demandeur ou de l'assiduité des détenteurs (contrôle par badge, signature de registre, etc.).[réf. souhaitée]
Une enquête de moralité est effectuée au sujet du demandeur par le commissariat de police ou la gendarmerie auprès duquel ou de laquelle a été déposée la demande. En fonction de tous les éléments, la préfecture autorise ou refuse l'acquisition de l'arme demandée. Lorsque la demande est acceptée, le demandeur reçoit de la préfecture l'autorisation sous la forme de 2 feuilles, Cerfa no 20-3258 modèle no 6, volet 1 et 2. Cette autorisation permet l'acquisition de l'arme ou d'une arme de catégorie indiquée sur l'autorisation. Elle est valable pour une durée de six mois, si l'arme n'a pas été acquise dans ce délai, l'autorisation est annulée et il faut refaire une demande. La détention d'une arme soumise à autorisation est limitée à cinq années. L'arme n'est donc jamais définitivement acquise, malgré son achat légal. Le droit de propriété privée ne s'applique pas à ces armes.
À la question posée par le député Franck Marlin, parue le 11 septembre 2012 au Journal Officiel, concernant le respect du Droit de propriété des armes, le Ministre de l'intérieur Manuel Valls répondit : « L'autorisation d'acquisition et de détention de matériel de guerre, armes et munitions n'est pas une décision créatrice de droits » puis « Les droits nés d'une autorisation de police présentent un caractère précaire et l'administré ne peut se prévaloir d'un droit à leur maintien en cas de changement dans les circonstances tenant à l'ordre public, ni d'une violation du droit de propriété attaché aux biens pour lesquels l'administré avait obtenu une autorisation ».
Lorsque le délai de détention arrive à échéance, le détenteur doit faire une demande de renouvellement de détention d'arme de catégorie B au moins trois mois avant.
L'autorisation de détention de cinq années n'est plus valable si le détenteur ne respecte plus une des conditions imposées lors de la demande d'acquisition.
Le quota d'armes soumises à autorisation est limité à 12 armes par détenteur. Le quota de munition est limité à l'achat de 2 000 cartouches par arme et par an, sauf pour les cartouches à percussion annulaire, mais il n'est possible d'en détenir que 1 000 par arme en même temps.
Les armes détenues sous le régime de l'autorisation ainsi que leurs munitions doivent être conservées soit dans un coffre-fort ou une armoire forte adapté(e) au type et au nombre de matériels détenus ; soit à l'intérieur de pièces fortes comportant une porte blindée et dont les ouvrants sont protégés par des barreaux. Leur utilisation ne peut se faire que dans un stand de tir agréé.
Les armes détenues sous le régime de la déclaration doivent être conservées soit dans des coffres-forts ou des armoires fortes adaptés au type et au nombre de matériels détenus ; soit par démontage d'une pièce essentielle de l'arme la rendant immédiatement inutilisable, laquelle est conservée à part ; soit par tout autre dispositif empêchant l'enlèvement de l'arme. Leur utilisation est possible sur une propriété privée lors d'une action de chasse déclarée avec accord du propriétaire, ou en utilisation loisirs en respectant les règles de sécurité.
Les munitions correspondantes doivent être conservées séparément, dans des conditions interdisant l'accès libre.

### Armes soumises à déclaration préfectorale
Les armes de catégorie C sont soumises à déclaration.
Les armes soumises à déclaration ne nécessitent aucune formalité administrative pour l'acquéreur. C'est le vendeur qui est chargé de déclarer l'arme vendue, en général un armurier. Leur acquisition ainsi que les munitions classées dans ces catégories nécessitent toutefois d'être titulaire d'une licence de tir sportif ou d'un permis de chasse en cours de validité. Il n'y a pas de quota maximum d'arme mais, pour les munitions, la limite est de 1 000 par arme détenue légalement. Il n'est pas nécessaire de posséder l'arme du calibre correspondant pour acquérir des munitions classées dans ces catégories, il faut le récépissé de déclaration de l'arme correspondante (article 53).
Toutefois, la modification de ces armes peut entraîner leur reclassement dans certains cas. Par exemple, une arme d'épaule de catégorie C doit avoir une longueur totale de plus de 80 centimètres et un canon dont la longueur doit être supérieure à 45 centimètres. Le remplacement de la crosse ou le raccourcissement du canon pourrait donc entraîner le reclassement de l'arme en catégorie B et rendre sa détention illégale. Une crosse pliable classe également l'arme en catégorie B par assimilation à une arme de poing.
Contrairement aux armes soumises à autorisation, les armes soumises à déclaration sont acquises à vie, sauf circonstances exceptionnelles qui entraîneraient leur confiscation par les autorités compétentes. Les détenteurs de ces armes peuvent faire valoir leur droit de propriété pour les conserver même lorsqu'ils ne sont plus titulaires d'une licence de tir sportif ou d'un permis de chasse en cours de validité. Toutefois l'acquisition de munitions leur est interdite. L'utilisation de ces armes n'est pas restreinte aux seuls stands de tir. Dans le cadre d'une action de chasse, ces armes peuvent être utilisées sur des terrains privés et publics, sous conditions.

### Armes en vente libre
Les armes en vente libre sont accessibles à toute personne majeure. Leur acquisition ne nécessite aucune formalité de la part du vendeur ou de l'acquéreur si ce n'est la présentation de la carte nationale d'identité. Ces armes ne sont pas référencées par l'Etat. Il s'agit des armes de catégorie D (ancienne catégorie D2, la catégorie D1 ayant été supprimée en 2018 ). On y trouve par exemple  les sprays lacrymogènes ou armes à poudre noire créées avant 1900 (hors celles figurant sur la liste des armes à dangerosité avérée ) et leurs munitions, ainsi que les répliques récentes et exactes de ces armes uniquement si elles n'utilisent pas de munitions à cartouches métalliques 

### Situation du trafic
En 2009, il y aurait jusqu'à 10 millions d'armes (y compris armes à feu) détenues légalement en France. La plupart détenues par des chasseurs et des collectionneurs[réf. nécessaire].
En 2010, les armes détenues dans un objectif criminel seraient de l'ordre de 30 000, dont 4 000 armes de guerre.
Ces chiffres prouvent les limites de la législation sur la détention des armes ; les criminels qui s'approvisionnent en armes sur le marché noir s'affranchissent du respect des lois qui réglementent le marché légal. La tendance est globalement signalée à la hausse par les médias pour les armes de guerre en se basant sur les faits divers et les statistiques de saisies policières. Le phénomène apparaît cependant difficile à appréhender, et les saisies policières, en dehors de quelques perquisitions chez des collectionneurs, sont plutôt maigres.
Par définition l'évaluation réelle de ces phénomènes reste hasardeuse et si les faits divers impliquant des fusils d'assaut sont très marquants, les autorités semblent nier la présence d'un trafic structuré massif d'armes de guerre.
L'évolution de la législation depuis 1995 et le durcissement de l'accès aux armes à feu, dont un certain nombre était jusqu'alors librement accessible, a entraîné une modification de l'approvisionnement en armes chez les criminels. Le rapport Cancès en 1997, s’appuyant sur l’expertise, par le laboratoire de police scientifique de Paris en 1996 et 1997, de 2 000 armes saisies, rapportait que 45 % étaient des pistolets semi-automatiques, 22 % des fusils à pompe, 13 % des carabines 22 LR, 3,1 % des pistolets-mitrailleurs et 1,6 % des revolvers. Les laboratoires interrégionaux de police scientifique de Lille, Lyon, Toulouse et Marseille ont examiné, en 1997, 1 339 armes, parmi lesquelles 431 étaient en vente libre, soit 32 % du total des armes saisies. Ce rapport a eu un rôle direct dans le décret de 1998 qui a soumis au régime de l’autorisation ou de la déclaration, voire de l’interdiction totale, les armes qui étaient jusqu’alors en vente libre, donc librement accessibles aux criminels.
Ces derniers se sont alors tournés vers les pays étrangers, notamment les pays de l'Est, pour acquérir des armes, comme l’établit la mission parlementaire sur la violence par les armes à feu : « l’existence de nouvelles sources de trafics clandestins en armes à feu provenant des pays de l’Europe de l’Est et, en particulier, des Balkans ». Les restrictions ont permis de priver la petite délinquance d’armes facilement accessibles, mais elles n’ont pas empêché le grand banditisme de s'approvisionner en armes de guerre tels que les fusils d’assaut, les armes antichar ou les explosifs dont l'usage lors de braquages de transports de fonds a augmenté depuis le rapport Cancès de 1997.
Prise globalement néanmoins, aucune tendance notable à l'explosion ni du trafic ni du nombre d'armes utilisées pour commettre des crimes ne semble avérée, si ce n'est l'usage d'armes factices dont l'usage a logiquement augmenté avec la disponibilité à bas prix depuis la fin des années 1990 et le développement de l'Airsoft gun.

### Système d'information sur les armes (SIA)
Par décret du 28 avril 2020, le ministère de l'Intérieur est autorisé à créer en France un traitement automatisé de données à caractère personnel, dénommé « Système d'information sur les armes » (SIA).
La finalité de ce traitement est de permettre la traçabilité des armes à feu portatives des catégories A, B et C ; de gérer et suivre des titres d'acquisition et de détention d'armes, de munitions ; de gérer et suivre les autorisations relatives à la fabrication, au commerce et à l'intermédiation des armes et de permettre l'usager de procéder par voie électronique, au moyen d'un compte individualisé, aux formalités administratives.

## Histoire du contrôle des armes à feu en France

### Période Charles IX
Le 28 septembre 1563, le roi de France Charles IX fait un discours sur les armes à feu au parlement de Rouen dans lequel il déclare :
| Français d'époque | Orthographe actuelle |
| --- | --- |
| « D'avantage cõsiderant que les meurtres, volleries, assassinats, & autres entreprises, qui troublent le commun repos de nosdicts subects, s'exercent plus par les armes à feu, que nuls aultres : Défendons tres estroictement sur mesmes peines à toutes personnes, de quelque estat, dignité & qualité qu'ils soyent, porter ne faire porter par leurs gens & seruiteurs dedans les villes, ne par les champs, aucune hacquebute, pistolle ne pistolet, ne d'icelles tirer: sinon qu'ils sussent gens de nos Ordonnances, ayans & portans le faye de gẽdarme ou archer, selõ leur qualité, Gentils-hommes de nostre maison, ayans certificat signé de leur Cappitaine, Archers de nos gardes, ceulx du Preuost de nostre hostel, Preuosts des Connestable & Mareschâulx de France, portans le hoqueton, ou certificat de leurs Cappitaines: & les gens de guerre, soldats estans à nostre solde en leurs garnisons, & allans pour nostre seruice par nostre commandement, ou des Connestable & Mareschaulx de France, d'un lieu à aultre,& nõ aultrement. » | « D'avantage considérant que les meurtres, voleries, assassinats, & autres entreprises, qui troublent le commun repos de nos dits sujets, s'exercent plus par les armes à feu, que nuls autres : Défendons très étroitement sur mêmes peines à toutes personnes, de quelque état, dignité & qualité qu'ils soient, porter ne faire porter par leurs gens & serviteurs dedans les villes, ni par les champs, aucune hacquebuse, pistolle ni pistolet, ni d'icelles tirer: sinon qu'ils sussent gens de nos Ordonnances, ayants & portant le faye de gendarme ou archer, selon leur qualité, Gentils-hommes de notre maison, ayant certificat signé de leur Capitaine, Archers de nos gardes, ceux du Prévôt de notre hôtel, Prévôts des Connétables & Maréchaux de France, portant le hoqueton, ou certificat de leurs Capitaines: & les gens de guerre, soldats étant à notre solde en leurs garnisons, & allant pour notre service par notre commandement, ou des Connétables & Maréchaux de France, d'un lieu à autre, & non autrement. » |

### Sous l'Ancien Régime: l'arme à feu, un privilège de la noblesse
Le régime féodal et les droits féodaux de qui en découlaient établissaient une société fondée sur les privilèges. Le droit de chasser était un privilège de la noblesse.[réf. nécessaire]

### À la Révolution française: l'arme à feu, un moyen de protéger la Révolution

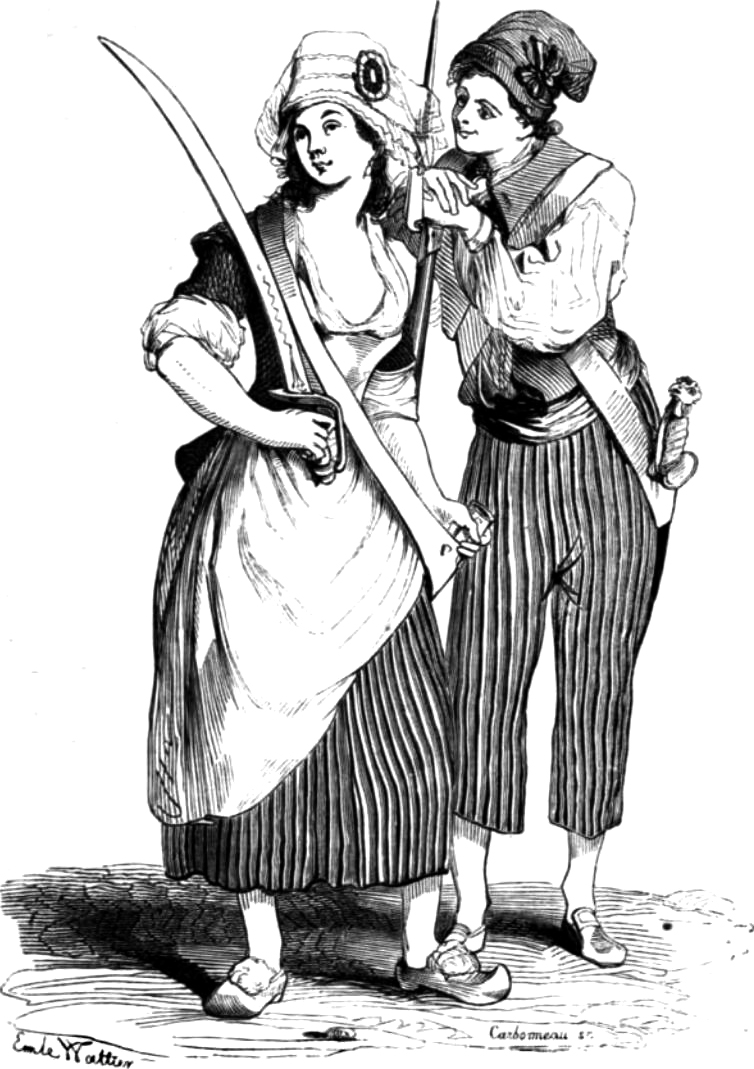
La jolie sans-culotte en armes.

La Révolution française bouleverse ces principes, les privilèges sont abolis. Les Constituants de 1789 et les rédacteurs de la Déclaration des droits de l'homme et du citoyen de 1789 ont indiqué que le droit pour les citoyens de détenir des armes constituait un « droit naturel existant en tout lieu depuis des temps immémoriaux », c’est-à-dire, « un principe supérieur et intangible, qui s’impose non seulement aux autorités d’un État déterminé, mais aux autorités de tous les États ». Le citoyen français, en s'accordant le droit de posséder des armes, se donne le devoir de résistance à l'oppression, exprimé dans l'article 2 de la déclaration de 1789.
Ainsi, dans le cadre de l’examen du projet de déclaration des droits du « Comité des cinq » destiné à recevoir les plans de Constitution, Monsieur le comte de Mirabeau avait proposé que soit adopté un article X dans la rédaction suivante : « Tout citoyen a le droit d’avoir chez lui des armes, et de s’en servir… ». Or, les membres du comité ont considéré à l’unanimité que « le droit déclaré dans l’article X non retenu était évident de sa nature, et l’un des principaux garants de la liberté politique et civile que nulle autre institution ne peut le suppléer ». Pour cette raison, et à l'inverse du Deuxième amendement de la Constitution des États-Unis, ce droit n'a pas été inscrit dans la Constitution française.
Les périodes troubles qui suivirent la Révolution renforcent le droit des citoyens à posséder des armes dans le but de constituer des armées pour repousser les puissances monarchiques européennes attaquant la nouvelle République française pour y rétablir la monarchie. C'est pourquoi l'Assemblée nationale vote un décret les 17-19 juillet 1792 : « tous les citoyens doivent être pourvus d’armes, afin de repousser avec autant de facilité que de promptitude les attaques des ennemis intérieurs et extérieurs de leur constitution ».
L’article XXIV de la loi du 13 fructidor an V relative à l’exploitation, à la fabrication et à la vente des poudres et salpêtres autorisait les citoyens à conserver à leur domicile 5 kilogrammes de poudre noire. Enfin, l’article 42 du code pénal de 1810 rangeait le droit d’avoir une arme parmi les droits civiques, civils et de famille (solution confirmée par un avis du Conseil d’État de 1811).

### XIXe siècle: entre libéralisation et contrôle accru
Après le tumulte de la Révolution et de l'Empire, le XIXe siècle en France est marqué par des tensions entre le développement d'une industrie armurière florissante et les préoccupations persistantes quant à l'ordre public et la sécurité. La législation sur les armes à feu évolue alors dans un jeu d'équilibre entre libéralisation et contrôle accru.

#### Loi de 1834: criminalisation de la possession non autorisée
La loi du 24 mai 1834 marque un tournant important dans le contrôle des armes à feu. Face à des insurrections et des troubles politiques, cette loi criminalise la fabrication, le commerce et la détention non autorisés d'armes de guerre. Elle impose des peines d'emprisonnement et des amendes pour les contrevenants, marquant une volonté de restreindre l'accès aux armes et de renforcer le pouvoir de l'État. Toutefois, la loi maintient une exception pour les armuriers et fabricants d'armes, qui peuvent détenir un dépôt d'armes pour leur commerce, sous certaines conditions.

#### Loi de 1860: favoriser l'industrie tout en régulant le commerce
La loi du 14 juillet 1860 tente de concilier les intérêts de l'industrie armurière française avec les impératifs de sécurité nationale. Elle établit une distinction entre les armes de guerre et les armes de commerce, et autorise la fabrication et l'exportation d'armes de guerre sous autorisation du ministre de la Guerre. Cette loi vise à stimuler l'économie et la compétitivité de l'industrie française sur le marché international, tout en conservant un contrôle strict sur les armes destinées au territoire national.

#### Loi Farcy (1885): libéralisation et nouveaux contrôles
La loi du 14 août 1885, dite Loi Farcy, constitue une étape importante vers la libéralisation du marché des armes à feu. Elle distingue les armes réglementaires (utilisées par l'armée) des armes non réglementaires, et libéralise la fabrication et le commerce de ces dernières. Pour les armes réglementaires, la loi impose des obligations de déclaration, d'enregistrement et de tenue de registres détaillés pour les fabricants et commerçants. Elle transfère également la surveillance de l'industrie armurière de l'autorité militaire à l'autorité civile (préfets et maires). La loi Farcy, tout en favorisant l'industrie, maintient des restrictions sur la possession d'armes à feu par les particuliers, notamment pour les armes réglementaires, et ne modifie pas la législation concernant les munitions confectionnées.

#### Tensions persistantes
Le XIXe siècle se clôt sur un paradoxe: la France possède une industrie armurière moderne et performante, exportant des armes vers le monde entier, mais la législation nationale continue de restreindre la possession d'armes par les citoyens. Cette situation reflète les tensions persistantes entre les impératifs économiques, les considérations de sécurité nationale et les débats sur les libertés individuelles.

### Époque contemporaine: restriction et classement des armes

#### Première Guerre Mondiale
L'état de siège décrété par le 2 août 1914 donne le droit à l'autorité militaire (par exemple, les gendarmes) « d’ordonner la remise des armes et munitions, et de procéder à leur recherche et à leur enlèvement » en application de la loi du 9 août 1849 sur l'état de siège. L'état de siège est levé le 12 octobre 1919.

#### Décret-loi du 18 avril 1939
Le décret-loi du 18 avril 1939 fixe le régime des matériels de guerre, armes et munitions.
Ce décret, pris dans l'urgence d'une situation exceptionnelle par les évènements politiques de cette époque, fixe encore aujourd'hui dans les grandes lignes le cadre législatif des armes. Le gouvernement français, en préparation du conflit contre l'Allemagne, prit ces mesures afin de désarmer les Français et ainsi maîtriser une éventuelle révolte due aux conditions de vie difficiles pendant le conflit.
Ce décret voté grâce à des pouvoirs spéciaux accordés par la loi du 19 mars 1939 pour organiser le pays en vue de la guerre, qui n'a jamais été validé par les parlementaires, organise les armes selon huit catégories :
- 1re catégorie : armes à feu et leurs munitions conçues pour ou destinées à la guerre terrestre, navale ou aérienne ;
- 2e catégorie : matériels destinés à porter ou à utiliser au combat les armes à feu ;
- 3e catégorie : matériels de protection contre les gaz de combat ;
- 4e catégorie : armes à feu dites de défense et leurs munitions ;
- 5e catégorie : armes de chasse et leurs munitions ;
- 6e catégorie : armes blanches ;
- 7e catégorie : armes de tir, de foire ou de salon et leurs munitions ;
- 8e catégorie : armes et munitions historiques et de collection.

Le décret-loi fut abrogé par l'article 5 de l'ordonnance du 20 décembre 2004.

#### Occupation allemande

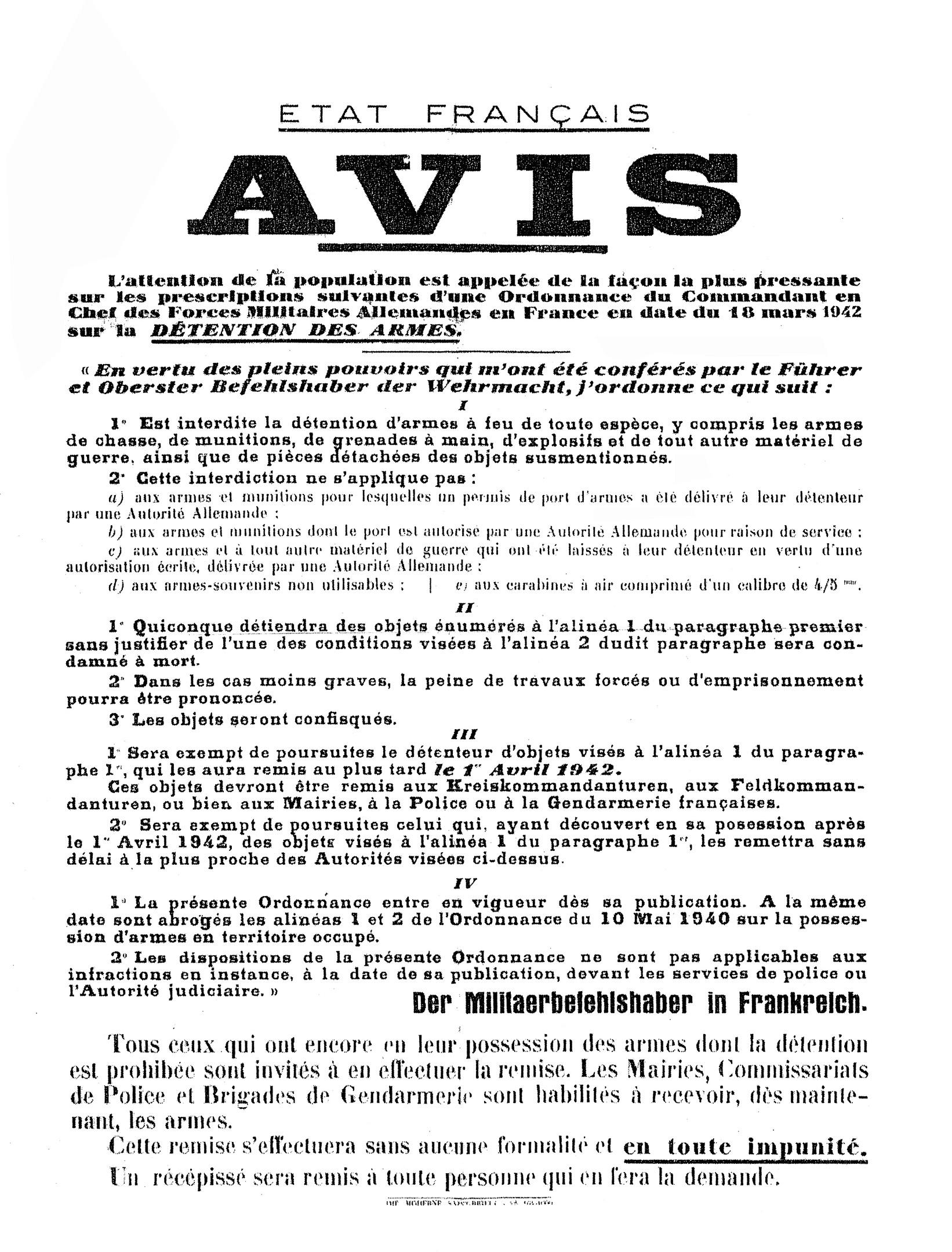
Affiche publiée le 18 mars 1942 par l'État français interdisant la possession et le transport d'armes à feu par les citoyens français.

Dès l’entrée des troupes allemandes sur le territoire national français, une ordonnance du 10 mai 1940 interdit la détention des armes. Cette ordonnance est précisée par celle du 5 mars 1942 ; sont notamment et explicitement interdites à la détention les armes de chasse et les pièces détachées des armes et matériels précédemment prohibés. Toutefois, des exceptions sont prévues.
L’interdiction ne s’applique pas :
- aux armes et munitions dont le port est autorisé par une autorité allemande pour raison de service ;
- aux armes et à tout autre matériel de guerre qui ont été laissés à leur détenteur en vertu d’une autorisation écrite, délivrée par une autorité allemande ;
- aux armes-souvenirs non utilisables ;
- aux carabines à air comprimé d’un calibre de 4,5 mm.

Toutes les armes à feu et munitions, grenades à main, explosifs et autre matériel de guerre sont à remettre. Les maires sont tenus pleinement responsables de la mise en exécution exacte. La productivité des remises volontaires ayant été jugée insuffisante, un délai supplémentaire a été accordé au paragraphe 4 de l’ordonnance du 5 mars 1942. Les armes devront être remises avant le 1er avril de cette année-là.
Les Français apportèrent en masse leurs armes dans les mairies, les commissariats et les Kommandantur. Par manque de temps, les armes étaient très rarement enregistrées, les numéros ou les particularités des armes n'étaient jamais mentionnés, et des récépissés étaient rarement délivrés. De ce fait, la quasi-totalité de ces armes se sont « évaporées » et ne seront jamais récupérées par leurs propriétaires.
Sur le plan de l’évaluation statistique, à la fin de l’année 1941 une estimation partielle faisait état de 700 000 armes remises dont 100 000 devaient prendre le chemin de l’Allemagne.
Sous le régime de Vichy, la loi no 2181 du 1er juin 1941 interdisait la détention, l’achat et la vente d’armes et de munitions par les juifs, et la loi no 773 du 7 août 1942 ou encore la loi no 1061 du 3 décembre 1942 punissaient de la peine de mort la détention d’armes et explosifs par les citoyens français.
Ces lois avaient pour but de désarmer les citoyens français pour empêcher la résistance face à l'occupation allemande et au régime collaborationniste. Ces faits historiques sont souvent repris aux États-Unis par les défenseurs du deuxième amendement et la liberté de détenir et porter des armes à feu.
Ces lois sont officiellement abolies par l'ordonnance du Gouvernement provisoire de la République française le 9 août 1944, qui affirme la permanence en droit de la République française et nie toute légitimité au gouvernement de Vichy et de ses actes (constitutionnels ou pas).

#### Après guerre
En 1973, un décret réactualise le décret-loi de 1939. Il institue :
- le principe de l'interdiction pour les armes des catégories 1 à 4 avec dérogation pour les tireurs sportifs qui sont autorisés à détenir six armes de 1re ou de 4e catégories, dont trois au maximum à percussion centrale ;
- l'obligation de l'usage des armes de 1re et 4e catégories dans un stand de tir agréé par la FFTir et fixe la durée de validité des autorisations accordées à titre sportif à 5 ans. Auparavant ces autorisations étaient sans limite de durée. Il est toujours possible pour un particulier de solliciter une autorisation d'acquisition et de détention pour une arme de défense de 4e catégorie, et même une deuxième pour une résidence secondaire ou un local professionnel distinct du domicile.

Le décret prévoit la création d'un fichier départemental des armes de 1re et 4e catégories détenues par les particuliers. Le port et le transport des armes des catégories 5, 7 et 8 sont libres, le port des armes des catégories 1, 4 et 6 est interdit et leur transport également sauf motif légitime constitué pour les tireurs licenciés par la licence.
En 1976, un décret pris à la suite des évènements d'Aléria reclasse en 4e catégorie toutes les armes d'épaule à canon rayé à percussion centrale et les lunettes dont le corps est d'un diamètre supérieur à 22 mm. Ce décret sera abrogé en 1978 par le décret 78-205 qui reclasse en 5e catégorie les armes d'épaule à répétition et semi-automatiques (sauf celles qui sont classées en 1re catégorie du fait de leur calibre) et supprime le classement des lunettes.
Un décret[réf. nécessaire] soumet à autorisation préfectorale les pistolets 22 LR à un coup de plus de 28 cm alors que ceux-ci étaient libres depuis le décret de 1973. Ce décret modifie aussi la durée de validité des autorisations de détention qui passe de 5 à 3 ans pour le tir sportif. Pour la défense l'autorisation de détention reste valable 5 ans. Ensuite, toutes les armes des catégories 5 et 7 doivent être limitées à 10 coups (9+1) pour rester en vente libre. Une exception est faite pour les armes lisses semi-automatiques ou à pompe qui doivent être limitées à 3 coups (2+1) si le canon mesure moins de 60 cm (10 coups si le canon fait plus de 60 cm)
Un décret[réf. nécessaire] annule le principe de l'autorisation pour les pistolets 22 LR à un coup de plus de 28 cm, ceux-ci sont de nouveau en vente libre. Les carabines à barillet passent en 4e catégorie, soumises à autorisation, en raison de la facilité avec laquelle il est possible de transformer ces armes en arme de poing. Les dispositions du décret de 1983 sur les armes lisses sont abrogées, les fusils à pompe ou semi-auto peuvent tirer 10 coups (9 + 1) y compris si le canon fait moins de 60 cm.
Le décret du 6 janvier 1993 est une tentative d'appliquer en France le droit européen sur les armes et ses 4 catégories (A, B, C, D) et d'instaurer le principe de la déclaration des armes pour les catégories 5 et 7 alors détenues sans contraintes.
Devant l'incompétence de l'administration à appliquer le décret du 6 janvier 1993, il est abrogé. Mais un nouveau décret est publié le 6 mai 1995 (Jour du 2e tour des élections présidentielles). Ce décret reprend les dispositions du décret du 18 avril 1939 ainsi que toutes les ordonnances et décrets publiés entretemps, c'est donc le retour aux 8 catégories.
Mais ce nouveau décret reprend aussi toutes des restrictions du 6 janvier 1993 et restreint très sévèrement l'accès à certaines armes. Notamment les armes semi-automatiques, qui désormais, pour être en vente libre, ne doivent pas tirer plus de 3 coups (2 + 1) et êtres munies d'un chargeur inamovible. Autant dire que presque toutes les armes semi-auto passent sous le régime de l'autorisation. Les derniers fabricants français de carabines 22LR comme Unique, R.A.F. ou Gévarm n'y survivront pas.
Le principe de la déclaration des armes est définitivement instauré (les catégories 1 et 4 sont déjà enregistrées depuis 1939). Toutes les armes des catégories 5 ou 7, à l'exception des fusils de chasse à un coup par canon lisse (C'est le cas par exemple des fusils de chasse mono-coup, à canons juxtaposées ou superposés) et des armes à air comprimé de moins de 10 joules doivent être déclarées en préfecture. Cependant toutes ces armes restent en vente libre. Le cas des fusils à pompe est particulier, pour rester en vente libre ceux-ci doivent être munis d'un canon de 60 cm minimum et 6 coups (5+1) maximum. Les fusils à pompe qui ne correspondent pas à ces critères passent en 4e catégorie (autorisation de détention).
Pour les armes surclassées en 4e catégorie (plus de 3 coups et/ou chargeur amovible pour les armes semi-automatiques et certains fusils à pompe) une disposition spéciale est prévue. Ceux qui les ont déclarées au plus tard le 31 décembre 1996 peuvent les conserver légalement à vie (articles 30 et 116 du 6 mai 1995).
Sur l'initiative du député Bruno Le Roux, le gouvernement de Lionel Jospin publie un nouveau décret le 16 décembre 1998, applicable au 1er janvier 1999, qui restreint encore plus sévèrement l'accès aux armes pour les citoyens. Désormais, les armes de 5e et 7e catégorie jusqu'alors accessibles à tout citoyen français sur simple présentation de la carte d'identité nationale ne sont dorénavant accessibles qu'aux chasseurs et aux tireurs sportifs. Toutefois, si leur acquisition nécessite un permis de chasse ou une licence de tir sportif leur détention ne nécessite aucune formalité particulière. C'est-à-dire qu'un citoyen ayant acquis une ou plusieurs armes de 5e et 7e catégorie n'a pas besoin de renouveler son permis de chasse ou sa licence de tir pour conserver ses armes, ce sont ses propriétés privées. Mais considérant qu'un détenteur d'arme de 5e ou 7e qui n'est plus licencié à une fédération de tir sportif ou de chasse n'a plus l'occasion d'utiliser son arme, les pièces et munitions lui sont inaccessibles tant qu'il n'est pas à nouveau licencié.
Selon le cadre législatif en vigueur depuis 1998, les seules armes à feu qui restent accessibles à tout citoyen français majeur, sont les armes de 8e catégorie à poudre noire, à rechargement par la bouche.
Ce décret a également surclassé en 4e catégorie (soumis à autorisation), les pistolets 22 LR à 1 coup pourtant libérés depuis 1987. Mais surtout, ce décret interdit purement et simplement tous les fusils à pompe au motif que ceux-ci ne sont ni des armes de chasse ou de tir.

#### Accords de Schengen
En 2010, pour appliquer la norme européenne et respecter les accords de Schengen, il est décidé que la législation soit profondément modifiée. Une proposition de loi, la 2773, présentée par Claude Bodin, Bruno Le Roux et Jean-Luc Warsmann est enregistrée à la présidence de l’Assemblée nationale le 30 juillet 2010. Ce projet abandonne la complexe catégorisation d'alors pour une plus cohérente et simplifiée, commune à l'ensemble des pays membre de l'espace Schengen.
Les armes seraient classées selon quatre catégories :
- catégorie A : armes et matériels interdits ;
- catégorie B : armes et matériels soumis à autorisation ;
- catégorie C : armes et matériels soumis à déclaration ;
- catégorie D : armes et matériels en vente libre.

Cependant, de nombreux tireurs sportifs, chasseurs et collectionneurs craignent que cette nouvelle législation ne soit une nouvelle occasion de durcir encore un peu plus l'accès aux armes, malgré la déclaration de Brice Hortefeux, alors ministre de l'intérieur, le 24 juin 2010 à Bobigny, « la législation sur les armes est inefficace, car trop tatillonne pour les honnêtes gens, et impuissante face aux trafiquants ». Cette nouvelle législation fait craindre également dans le monde de l'airsoft et du paintball qui pourraient être visés par une loi qui classifierait leurs répliques et lanceurs comme des armes, les soumettant à la législation spécifique et à toutes les contraintes qui y sont liées.
Dans le préambule de la proposition de loi, les rédacteurs écrivent « l’acquisition et la détention d’une arme à feu ne constituent pas un droit mais un privilège qui emporte certaines responsabilités pour les citoyens ». Cette phrase fait polémique puisque les privilèges ont été abolis en France depuis 1789. L'acquisition et la détention d'une arme à feu ne sont donc pas un privilège mais un droit acquis depuis la révolution française.
Une première proposition de loi, 2472, déposée par Franck Marlin, Georges Colombier, Marc Le Fur et Alain Moyne-Bressand, est enregistrée à la Présidence de l’Assemblée nationale le 29 avril 2010. Considérée alors comme plus favorable par une partie des amateurs d'armes et soutenue par 57 députés du centre et de droite, elle est écartée au profit de la proposition de loi 2773 présentée et soutenue par trois députés.
La proposition de loi 2773 présentée par MM. Claude Bodin, Bruno Le Roux et Jean-Luc Warsmann est débattue à l'Assemblée nationale le 25 janvier 2011, de 22 h 00 à minuit, et validée par les 16 députés présents dans l'hémicycle. À cette occasion, le député socialiste Bruno Le Roux déclare : « J’ai le sentiment de faire reculer ces fêlés de la gâchette, ces fêlés des forums sur Internet qui n’ont d’échanges que sur leurs armes à feu, très certainement parce qu’ils sont incapables de parler d’autre chose ».
La proposition de loi est jugée trop restrictive et liberticide pour les détenteurs légaux d'armes à feu et inefficace contre les criminels par une grande partie des possesseurs d'armes. Les principales mesures jugées problématiques de cette loi étant la création de la sous-catégorie « A1 », la notion de « dangerosité », considérée comme abstraite et qui permettrait à l'Administration de classer n'importe quelle arme dans la catégorie des armes interdites, le classement jugé obsolète des armes selon leur calibre ou encore l'impossibilité de conserver une arme de 5e et 7e catégories (futures catégories C et D) en cas d'arrêt même provisoire de l'activité de chasse ou de tir. Une partie des possesseurs d'armes craignent que ces mesures n'entraînent leur spoliation de leurs armes à feu pourtant légalement détenues jusqu'alors.
C'est dans ce contexte qu'une levée de boucliers s'organise, principalement depuis les forums Internet, et qu'une nouvelle association de défense des amateurs d'armes nait[réf. nécessaire], l'Union nationale des propriétaires d'armes de chasse et de tir (UNPACT).
Une troisième proposition de loi 369 est déposée au Sénat le 23 mars 2011, par les sénateurs Ladislas Poniatowski et Jean-Patrick Courtois. Dans l’exposé des motifs cette initiative est justifiée par les nombreuses déficiences de la loi votée le 25 janvier 2011 et provoque le mécontentement de nombreux possesseurs d'armes à feu. Les plus importantes étant qu’elle met dans le même sac « criminels et honnêtes gens » et « l’invraisemblable définition de la nouvelle catégorie A1, qui aboutit à l’interdiction pure et simple de la détention d’armes par les tireurs sportifs »,.
Le 7 avril 2011, parait dans le Journal officiel le décret no 2011-374 du 5 avril 2011 portant création du fichier national des personnes interdites d'acquisition et de détention d'armes (FINIADA).
Le 29 février 2012, après un ultime vote du Sénat une proposition de loi mettant en place un nouveau contrôle des armes, destiné à mieux réprimer le trafic à l'origine de vols à main armée retentissants.
Cette proposition de loi des députés Claude Bodin (UMP), Jean-Luc Warsmann (UMP) et Bruno Le Roux (PS) est adoptée à l'unanimité, moins l'abstention des écologistes (loi n° 2012-304 du 6 mars 2012).
Les armes sont désormais classées selon leur dangerosité réelle. Elles sont réparties en quatre nouvelles catégories, contre huit auparavant : interdites (A), soumises à autorisation (B), soumises à déclaration (C) et soumises à enregistrement et en vente libre (D).

## Police
Si la Police nationale, pour ses missions, a le droit d'utiliser des armes, elle ne peut pas utiliser n'importe lesquelles.
Depuis 2015, à la suite des attentats du 13 novembre, les policiers sont autorisés à porter des armes en permanence, même hors de leur service.